# 빈 엔터테인먼트
유한회사 빈엔터테인먼트(빈 엔터테인먼트, 영어: BEAN ENTERTAINMENT LLC)는 대한민국의 연예기획사이다. 2017년 2월 설립되었으며  본사는 서울특별시 강남구 역삼동 수 타워 지층에 있다. 달나라오이, 춘몽, 조이태화, 박안, 배예람, 조주현, 반설희 등의 아티스트가 소속되어있다.

## 특이사항
- 2017년 2월 창립 (구 라미아뮤직)
- 2021년 3월 법인 전환 (유한회사)
- 2021년 12월 본사를 관악구 신림동에서 강남구 역삼동으로 이전
- 2021년 12월 사명 변경 (유한회사 라미아뮤직 -> 유한회사 빈엔터테인먼트)

## 현재 소속 연예인
| 소속 연예인 | 직업        | 구성원         | 데뷔                                                     |
| ----------- | ----------- | -------------- | -------------------------------------------------------- |
| 달나라오이  | 가수        | 춘몽, 조이태화 | 2020년, 디지털 싱글 '달나라오이'                         |
| 춘몽        | 배우, 가수  | -              | 2020년, 디지털 싱글 '달나라오이'                         |
| 조이태화    | 배우, 가수  | -              | 2020년, 디지털 싱글 '달나라오이'                         |
| 박안        | 배우, 가수  | -              | 2018년, 연극 '별난 아이'                                 |
| 배예람      | 작가        | -              | 2020년, 소설 '대스타(안전가옥 앤솔로지 05) - 스타이즈본' |
| 조주현      | 작곡가      | -              | 2018년, 디지털 싱글 '전야제'                             |
| 반설희      | 가수        | -              | 2020년, 디지털 싱글 '숨바꼭질'                           |
| 승이        | 가수        | -              | 2025년, 디지털 싱글 '안내사항'                           |
| 나누리      | 가수        | -              | 2020년, 디지털 싱글 'Our Season'                         |
| 하수연      | 뮤지컬 배우 | -              | 2022년, 뮤지컬 '웃는 남자 - 앙상블'                      |